# Palicourea alba
Espèce
Synonymes
Selon Tropicos (20 mai 2024)
- Callicocca alba J.F. Gmel.
- Cephaelis alba (Aubl.) Willd.
- Cephaelis paraensis Huber ex Standley
- Gamotopea alba (Aubl.) Bremek.
- Geophila paraensis Huber ex Standl.
- Geophila picta Rolfe
- Tapogomea alba Aubl. - Basionyme
- Uragoga alba (Aubl.) Kuntze

Selon GBIF (20 mai 2024)
- Callicocca alba (Aubl.) J.F.Gmel.
- Cephaelis alba (Aubl.) Willd.
- Cephaelis paraensis Standl.
- Gamotopea alba (Aubl.) Bremek.
- Geocardia picta (Rolfe) Standl.
- Geophila paraensis Huber
- Geophila paraensis Huber ex Standl.
- Geophila picta Rolfe
- Psychotria ulviformis Steyerm.
- Tapogomea alba Aubl. - Basionyme
- Uragoga alba (Aubl.) Kuntze

Palicourea alba est une espèce herbacée d'Amérique du sud, appartenant à la famille des Rubiaceae.
Elle est connue en Guyane sous les noms de radié grage, radié serpent, feuille grage (Créole), yawa nami (Wayãpi), zaza patu (Saramaka), et au Suriname sous les noms de Kibri wiwiri ("plante qui cache" en Sranan tongo), Azau zapato ou Zãu zãu patu ("pied d'éléphant" en Saramaca).

## Description
Palicourea alba est une herbe rampante, s'enracinant aux noeuds, villeuse. 
Les feuilles mesurent 3,5-10 × 2-8,5 cm, avec des pétioles longs de 4-32 mm.
Les stipules sont persistantes, unies autour de la tige ou parfois sub-interpétiolaires, avec une gaine longue de 2-3 mm, 2 lobes par côté, étroitement triangulaires, longs de 2-6 mm.
Les inflorescences sont terminales ou parfois pseudoaxillaires, capitées ou subcapitées, avec des pédoncules longs de 1,5-4 cm, un capitule de 1-2,5 cm de diamètre, et des bractées longues de 3,5-12 mm.
Les fleurs sont sessiles, avec le limbe du calice long de 1,5-2 mm, profondément lobé.
La corolle de couleur crème, comporte un tube long de 5,5-6 mm, et des lobes d'environ 1,5 mm de long.
Le fruit ellipsoïde, bleu, mesure 4-9 × 4-7 mm.
Il comporte 2 pyrènes ventralement avec une crête longitudinale basse, dorsalement lisse.

En 1953, Lemée en propose la description suivante de Palicourea alba :

« [Gamotopea] alba Brem. (Tapogomea a. Aubl., Cephælis a. W.). Herbe rampante aux nœuds et entre les nœuds, à tiges poilues ; feuilles de 0,02-0,04 sur 12~28 mm., à pétiole poilu, ovales-elliptiques obtuses ou mucronulées, à base cordée ou subcordée, d'abord couvertes en dessus d'une dense pubescense de longs poils jaunâtres puis à pubescence éparse, pubescentes-grisâtres en dessous, à 9-11 paires de nervures saillantes sur les 2 faces, stipules à lob es de 2 mm., ciliés ; pédoncules, peu poilus bractées et bractéoles ciliées, calice à segments glabres ou ciliés au sommet, corolle blanche de 8 mm., glabre en dedans, ovaire glabre, style de 7 mm., glabre ; drupe de 5 mm. sur 3, ovoïde bleue. - Maroni : Nouveau chantier (R. Benoist). »

— Albert Lemée, 1953.

## Répartition
Palicourea alba est présent de la Colombie au Brésil, en passant par le Venezuela, le Guyana, le Suriname, la Guyane, l'Équateur et le Pérou.

## Écologie
Palicourea alba est une petite herbe rampante mimétique dont les feuilles brun violet (en raison de la présence d'anthocyanes) ont une couleur très proche de celle de la litière en décomposition, qui pousse dans le sous-bois des forêts ripicoles, forêts de plaine et de montagne, à 100-800 m d'altitude.

## Usages
En Guyane, les Créoles et les Saramaka le considèrent comme un alexitère majeur pour les personnes travaillant en forêt : les feuilles sont mises en cataplasme sur les morsures de serpents venimeux (ex : Bothrops atrox, Lachesis muta). Les Wayãpi en font un bain fébrifuge.
Palicourea alba est considéré comme une plante magique en Winti au Suriname : elle est censée avoir la propriété de rendre les personnes ou les objets invisibles, ce qui explique sa popularité auprès des trafiquants de cocaïne et explique son prix très élevé sur le marché,,, et qui fait qu'elle est considérée comme vulnérable à une sur-collecte dans son milieu naturel,.

## Protologue

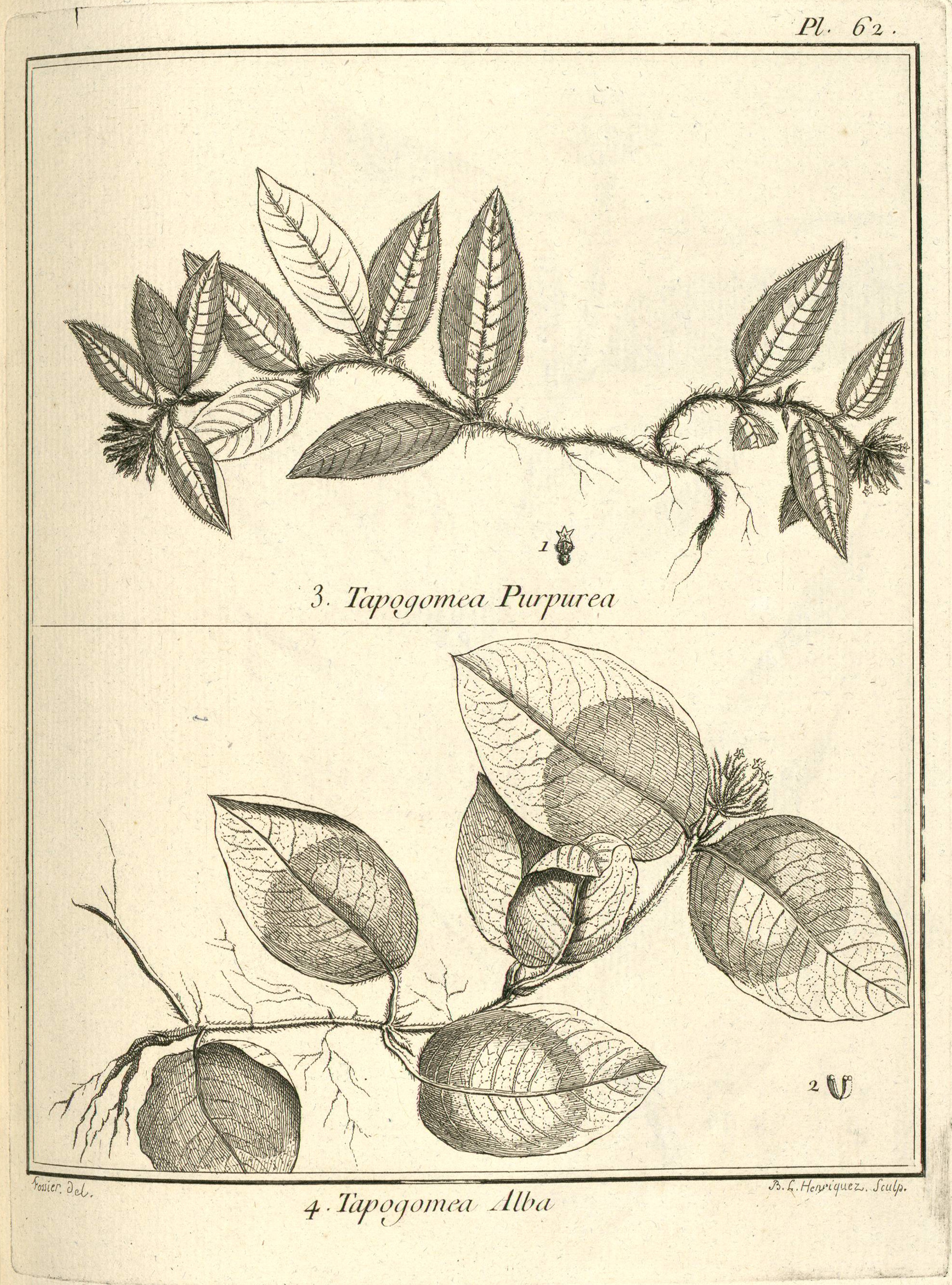
Coffea alba (= Palicourea alba) par Aublet (1775)
Fig. 3 : Tapogomea purpurea - On a repréſenté une tige de grandeur naturelle. - 1. Calice & Corolle. - Fig. 4 : Tapogomea alba - 2. Oſſelets.

En 1775, le botaniste Aublet a premièrement décrit Palicourea alba sous le nom de Tapogomea alba et en a proposé le protologue suivant : 

« 4. TAPOGOMEA (alba) caulibus decumbentibus ; foliis ovatis ; ſuprà partim viridibus, partim rubeſcentibus, ſubtùs cinereis. (Tabula 61. Fig.4.)
Differt à précédenti, foliis petiolatis, ſubrotundis, glabris, ſupernè media parte virentibus, verſus apicem purpuraſcentibus, internè candicantibus ; floribus purpureis aut albis ; fructu rubro.
Florebat eodem tempore, & habitat in iiſdem locis.

LE TAPOGOME à fleurs blanches. (PLANCHE 62. fig. 4)
Cette plante répand ſes tiges & ſes rameaux ſur la ſurface de ſa terre. Ils ſont noueux, un peu velus, & pouſſent de chaque nœud des racines chevelues. Les nœuds ſont garnis de deux feuilles oppoſées dont les pédicules s'uniſſent par le moyen de deux stipules oppoſées. Les feuilles ſont entières, ovales, terminées en pointe, vertes en partie par le bas, & lavées de rouge par le haut. En deſſous elles ſont cendrées. Leur pédicule eſt court, convexe en deſſous, creuſé en goutiere en deffus.
Les fleurs naiſſent entre deux grandes feuilles à l'extrémité des rameaux. Elles ſont ramaſſées en tête, dont l'enveloppe extérieure eſt compoſée de cinq feuillets rouſſâtres & frangés ; ſous ces feuillets ſont des fleurs ſéparées les unes des autres par des écailles longues & étroites.
Le calice de la fleur eſt d'une ſeule pièce, & diviſé à ſon limbe en cinq petites parties aiguës.
La corolle eſt monopétale, rougeâtre, & quelquefois blanche ; attachée ſur l'ovaire autour de deux petits corps glanduleux. Son tube eſt court. Il eſt partagé à ſon pavillon en cinq lobes aigus.
Les étamines ſont cinq, placées ſur la paroi interne & inférieure du tube, au deſſous de ſes divisions. Leur filet eſt court. L'anthère eſt à deux bourſes ſéparées par un ſillon.
Le piſtil eſt un ovaire oblong, qui fait corps avec le calice. Il eſt couronne par deux petits corps glanduleux, du milieu deſquels ſortent deux styles termines chacun par un stigmate obtus.
L'ovaire devient une baie rouge, de ſubſtance viſqueuſe. Elle renferme deux osselets appliques l'un contre l'autre. Ils contiennent une amande coriace.
On a repréſente un rameau de grandeur naturelle.
Cette plante croît dans les grandes forêts de la Guiane.
Elle étoit en fleur & en fruit dans le mois de Juillet. »

— Fusée-Aublet, 1775.